# Skała
Skała è un comune urbano-rurale polacco del distretto di Cracovia, nel voivodato della Piccola Polonia.
Ricopre una superficie di 74,3 km² e nel 2004 contava 9 547 abitanti.